# 高山信雄
高山 信雄（たかやま のぶお、1932年 - ）は、英文学者、電気技術者、童話作家、大正大学名誉教授。
埼玉県川口市生まれ。旧制川口中学校（現・埼玉県立川口高等学校）に入学後、15歳で就職し、31歳まで民間の工場や会社に電気技術者として勤務。その間、夜間課程の川口市立県陽高等学校卒、芝浦工業大学2部電気工学科卒業。1964-82年東京都立港工業高等学校定時制に電子科教諭として勤務。本務の傍ら、法政大学で英文学、中央大学でドイツ文学と法律学の学科を卒業し、東京大学医学部の研究生として6年間医用工学の研究に従事。法政大学大学院人文科学研究科博士課程単位修得退学。1982年大正大学に勤務。1991-92年ケンブリッジ大学客員研究員。大正大学文学部長をへて2003年名誉教授。2010年「コウルリッジにおける想像力の体系」で法政大学より文学博士の学位を取得。

## 著書
- 『現場技術者のためのTRラジオの原理と調整・修理』啓学出版 1973
- 『だれにでもわかるトランジスタラジオ工作教室』啓学出版 1975
- 『コウルリッジ研究』こびあん書房 1984
- 『コウルリッジとドイツ文学者』こびあん書房 1993
- 『イギリスの生活と文化』文芸広場社 文芸広場叢書 1996
- 『イギリス文化論序説』こびあん書房 1996
- 『夏の信濃路』こびあん書房 1997
- 『四季百選 春夏秋冬つれづれの記 俳句集』ます出版 2003
- 『アフトンの妖精 童話』水橋晋 絵 七月堂 2004
- 『スタンガーの水車 童話』七月堂 2005
- 『コウルリッジにおける想像力の体系』音羽書房鶴見書店 2006
- 『サクラソウ リズムにのせて 幼年童謡集』英光社 2008

編纂
- 『中島白人童謡作品集』編 英光社 2008

### 翻訳
- エリック&クレイグ・ウムランド『マヤ文明の神秘 惑星Xの謎』佑学社 1975
- ジョン&ミルドレッド・ティール『神秘のサルガッソ海 深海アドベンチャー』啓学出版 1976
- チャールズ・ガレンカンプ『マヤ 失われた文明の謎と再発見』佑学社 1977
- クリストファー・ピック『深海の話』佑学社 少年科学者シリーズ 1978
- クリストファー・メイナード『天体の話』佑学社 少年科学者シリーズ 1978
- G.ヘフナー,W.クライン『おもしろ数学 人間は未来を予測できるか』和田秀之共訳 啓学出版 1985

## 論文
- Cinii

## 注
1. ↑  『サクラソウ』著者紹介